# Brașov
|  | Aquest article tracta sobre la ciutat. Vegeu-ne altres significats a «Brașov (desambiguació)». |

Brașov (en hongarès: Brassó, en alemany: Kronstadt) és la ciutat capital de la província del mateix nom, a Romania. Segons el cens de l'any 2016, la població de Brașov tenia 290.743 habitants (2016), cosa que la fa la setena ciutat en habitants de Romania.
Brașov se situa al Sud-oest de la regió històrica de Transsilvània, al centre del país, a uns 160 kilòmetres de la capital Bucarest, al punt on la Depressió de Brașov es troba amb els Carpats.
La ciutat és la seu del festival de música internacional "El Cérvol d'or" (en romanès Cerbul de Aur).

## Orígens del nom
Els actuals apel·latius romanesos i hongaresos de la ciutat deriven de la paraula eslava barasu, que significa "fortalesa". El nom alemany de la ciutat, Kronstadt, significa "Ciutat Corona", tal com es reflecteix a l'escut de la ciutat, així com en la denominació medieval llatina de "Corona". Durant 10 anys, entre el 1951 i el 1961, la ciutat va ser reanomenada com Oraşul Stalin (en català, La ciutat de Stalin), en honor de Ióssif Stalin.

## Població
El municipi de Brașov té una població total de 283.901 habitants segons el cens de l'any 2002, dels quals un 90,66% són d'origen romanès; un 8,53% hongarès; un 0,60% alemany; un 0,26% són d'ètnia gitana; un 0,08% jueus; i altres ètnies un 0,31%.
Els jueus han format part de la població de Brașov des de l'any 1807, quan Aron Ben Jehuda va rebre l'autorització dels saxons, fins llavors restrictius, per establir-se a la ciutat. La comunitat jueva de Brașov va néixer oficialment 19 anys més tard, seguida per la fundació de la primera escola jueva l'any 1864, i la construcció de la sinagoga el 1901. La població jueva de la ciutat va créixer ràpidament, passant de 1280 persones l'any 1910 a 4000 l'any 1940. Modernament, com a resultat de la gran quantitat de famílies que van emigrar cap a Israel entre el final de la Segona Guerra Mundial i l'any 1989, la comunitat jueva només té uns 230 membres.

## Història
Brașov té el seu origen en un assentament fundat per l'Orde dels Cavallers Teutònics el 1211, que va constituir la base de l'actual ciutat. L'any 1234 el Catalogus Ninivensis va esmentar per primer cop la ciutat sota el nom llatí de Corona. Entre els segles xiii i xiv Brașov va ser atacada pels mongols i els otomans. Un complet sistema de muralles, erigit per protegir la ciutat, es va mantenir en servei fins al segle xvii.
Al segle xvi la ciutat coneix un important avenç econòmic gràcies a la seva posició geogràfica estratègica i a certs privilegis fiscals. En aquesta època existien 45 gremis diferents, i la prosperitat va permetre l'edificació de nombrosos monuments, alguns dels quals han sobreviscut fins a l'actualitat. També en aquest segle, l'humanista alemany Johannes Honterus va residir i treballar a la ciutat, mentre que l'ardiaca Coresi va imprimir aquí els primers llibres en llengua romanesa. No obstant això, l'any 1689 les forces invasores austríaques van causar un gran incendi que va danyar greument la ciutat. A resultes d'això, la població va haver de fer front a una epidèmia mortífera. Posteriorment, la destrucció parcial de les muralles i l'aparició de fàbriques i manufactures al segle xix van permetre un ressorgiment de les activitats econòmiques de la ciutat. En aquells temps es va començar a editar la «Gazetta de Transsilvània», un diari que militava per la independència de la regió, ocupada per l'Imperi Austríac. Després de la Primera Guerra Mundial, Brașov va passar a ser el segon centre econòmic romanès en importància després de la capital Bucarest, però la ciutat seria parcialment destruïda pels bombardejos de la Segona Guerra Mundial.
La renovació i la industrialització a gran escala portades a terme pel règim comunista de Nicolae Ceauşescu aportarien nova vida a aquesta ciutat. Malgrat això, l'any 1987, masses de treballadors de Brașov van protestar activament contra el govern de Ceaușescu, però aquestes protestes no van reeixir i van ser sufocades per la policia i la Securitate.

## Turisme

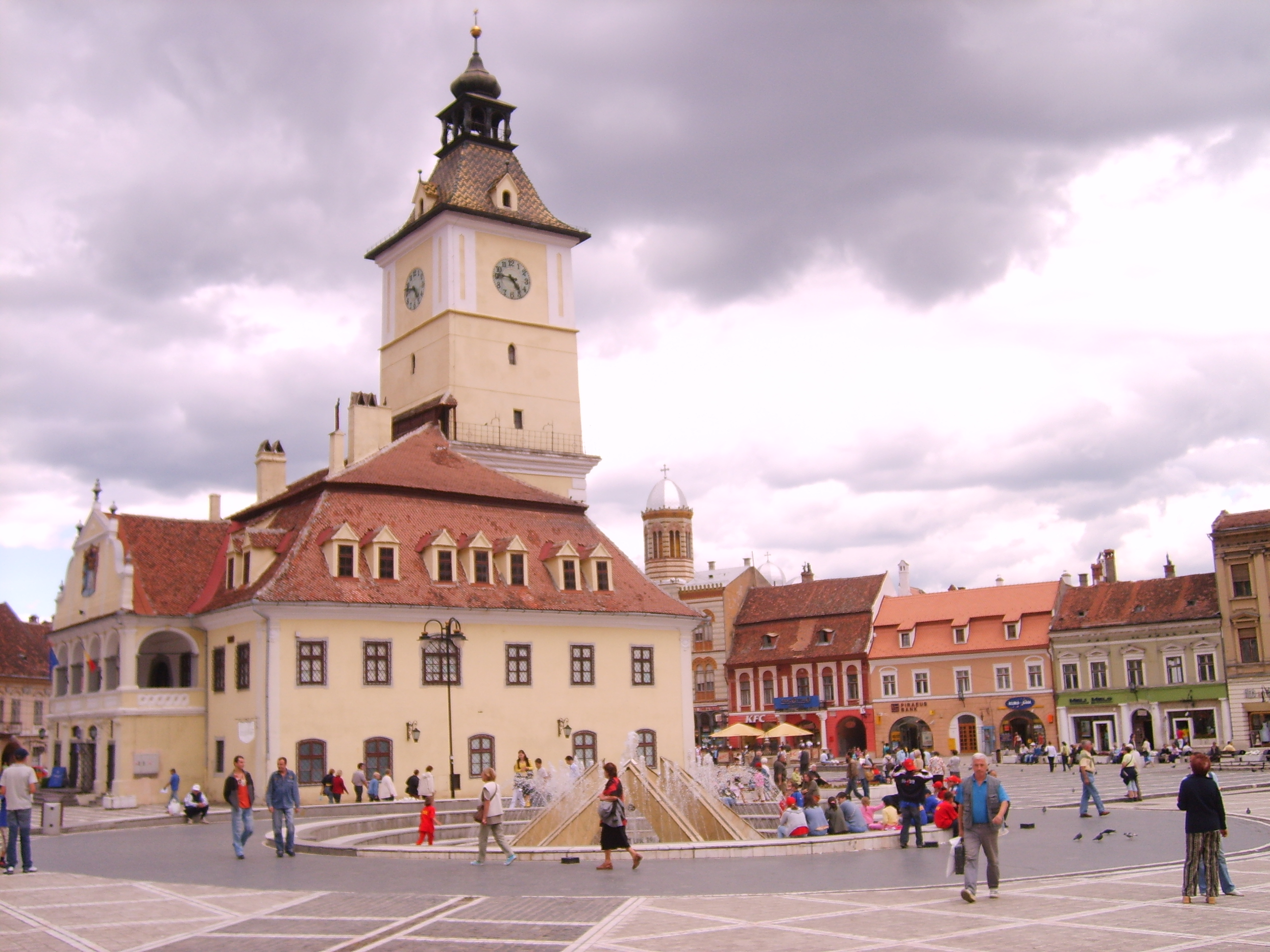
Centre històric de Brașov

La situació geogràfica de la ciutat la fa ideal com punt d'estada a Romania. Brașov es troba a una distància prou propera als principals llocs d'interès de Romania: Sinaia i el Palau Peleș, els balnearis del mar Negre, els monestirs de la Moldàvia septentrional, la preservada regió nord-occidental de Maramureș amb les seves esglésies centenàries de fusta. La ciutat també és considerada la capital de les muntanyes de Romania i la seva població té fama de ser una de les més acollidores del país. Els millors períodes per visitar la ciutat van de maig a setembre per gaudir de l'estiu temperat, i de desembre fins a febrer per participar en les activitats hivernals.

## Punts d'interès

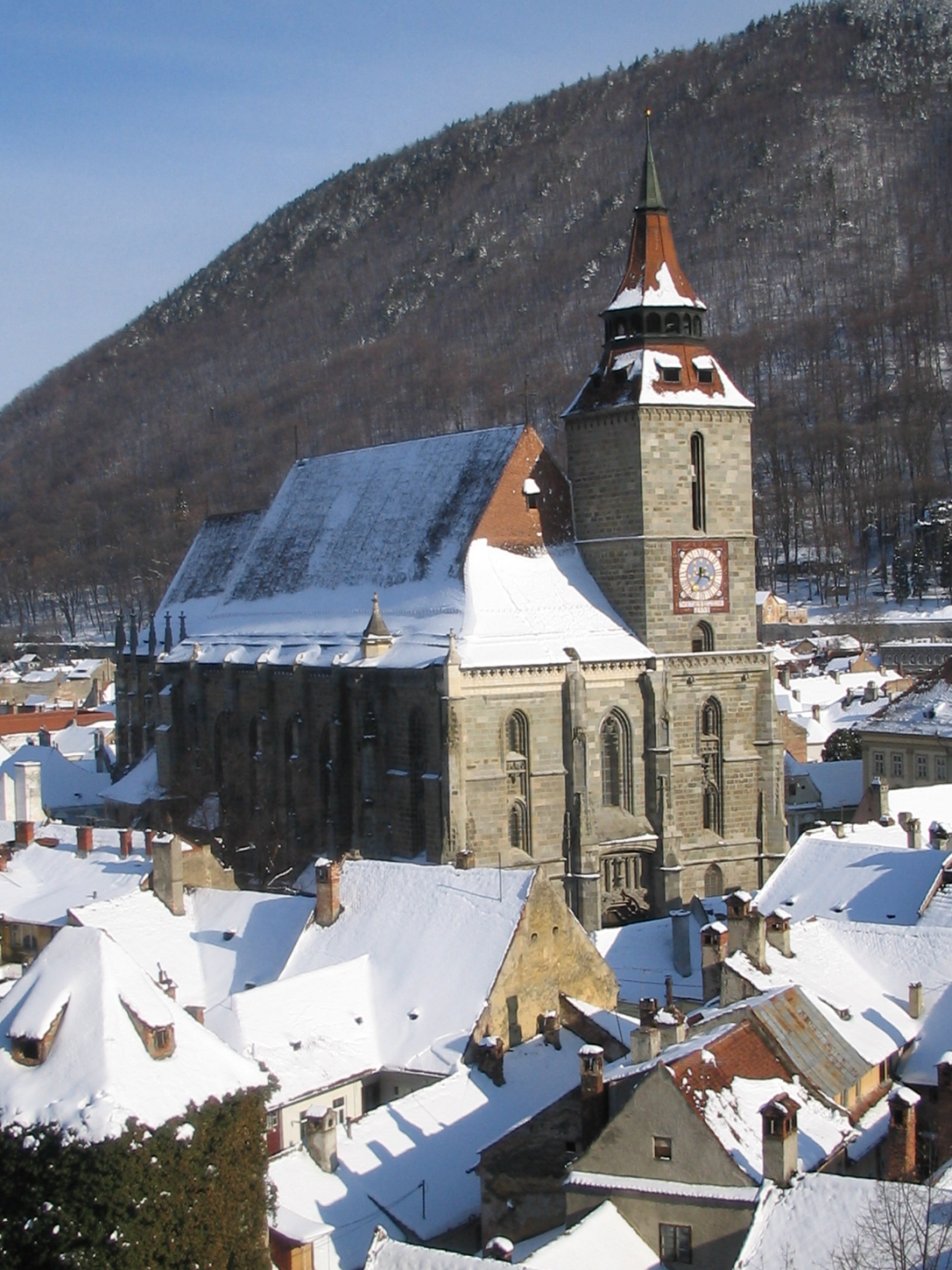
Església Negra de Brașov

- Biserica Neagră (Església Negra), una cèlebre església en estil gòtic començada l'any 1384 i acabada l'any 1477, i que va rebre la denominació actual després de l'incendi general de l'any 1689.

- La Biserica Sf. Nicolae (Església de Sant Nicolau), que data del segle xiv.

- La Catedral Ortodoxa, construïda l'any 1858.

- Muzeul "Primera Școala Românească" (Museu de la primera "Escola Romanesa"), un museu on estan exposats els primers llibres impresos en llengua romanesa.

- Castell de Bran, situat a la localitat propera de Bran, que atreu als interessats per la figura de Drácula i que ha estat freqüentment assenyalat, de manera errònia, com la residència del voivoda Vlad Tepeş, ja que a aquest castell mai va residir aquest noble romanès a qui s'identifica també equivocadament amb el personatge literari de Dràcula.[6]

- L'estació d'hivern de Poiana Brașov, que també pot ser visitada en qualsevol altra època de l'any i on al llarg de la temporada d'esquí es pot pràcticar aquest esport.

- Tâmpa, un pujol situat prop del vell centre de la ciutat (900 metres sobre el nivell del mar), i que compta amb senderes d'excursions i una vista espectacular de Brașov i els seus voltants.